# Sidney H. Courtier
Sidney Hobson Courtier (* 28. Januar 1904 in Kangaroo Flat, Victoria; † 1974 in Safety Beach, Victoria) war ein australischer Schriftsteller.

## Leben
Courtier studierte an der University of Melbourne u. a. Pädagogik. Nach erfolgreichem Abschluss bekam er eine Anstellung als Lehrer und hatte dieses Amt zeit seines Lebens inne. Mit 61 Jahren ging er 1965 in Pension und widmete sich fortan nur noch dem Schreiben.
Bereits  während seiner Dienstzeit als Lehrer hatte er einige Kurzgeschichten verfasst und sie auch veröffentlichen können. Nach eigenem Bekunden zählte Courtier allem voran Arthur W. Upfield zu seinem Vorbild und gleich diesem ließ er die Geschehnisse in seinen Romanen ebenfalls in Australien spielen.

## Werke (Auswahl)
- Falsche Signale. Kriminalroman („Ligny's lake“). Goldmann, München 1971.
- Ein Gast zuviel. Kriminalroman („The ringnecker“). Goldmann, München 1966.
- Gefallen wie Luzifer. Kriminalroman („Murder's burning“). Goldmann, München 1969.
- Das Gesicht am Fenster. Kriminal-Roman („Come back to murder“). Goldmann, München 1964.
- Haus ohne Menschen. Kriminalroman („A corpse at least“). Goldmann, München 1967.
- Kein Denkmal für Emily. Kriminalroman („No obelisk for Emily“). Goldmann, München 1971.
- Die Maske am Sarg. Kriminalroman („Gently dust the corpse“). Goldmann, München 1965.
- Drei rote Rosen. Kriminalroman („Let the man die“). Goldmann, München 1965.
- Schwarze Vögel über Chickowee. Kriminalroman („Some village Borgia“). Goldmann, München 1971.
- Die Sekunde vor dem Tod. Kriminalroman („A window in Chunking“). Goldmann, München 1975.
- Die Strohpuppe. Kriminalroman („Swing high, sweet muder“). Goldmann, München 1965.
- Träume zu verkaufen. Kriminalroman („Death in dream time“). Goldmann, München 1965.
- Überlebenschance null. Kriminalroman („See who's dying“). Goldmann, München 1969.
- Verbrechen handgewebt. Kriminalroman („Listen to the Mocking bird“). Goldmann, München 1974.
- Der Vogelmord. Kriminalroman („Mimic a murderer“). Goldmann, München 1965.
- Zurück in die Falle. Kriminalroman („Dead if I remember“). Goldmann, München 1972.